# DAHLIA (X JAPANの曲)
「DAHLIA」（ダリア）は、日本のロックバンド・X JAPANの楽曲で、1996年2月26日に13作目のシングルとしてリリースされた。
アルバム『DAHLIA』からの先行シングルとして発売され、シングル曲としては「Standing Sex/Joker」以来のハイスピード・ナンバーとなった。ジャケットはYOSHIKIの横顔のものと、後ろ姿のものの2種類がある。バンドの通算3作目となるオリコンシングルチャート1位を獲得した。

## 制作
「DAHLIA」は、譜面を書きあげるまでに3ヶ月、作詞に1ヶ月、レコーディングにかなりの時間と労力を費やし、ミックスに2週間かかったため、YOSHIKIは雑誌インタビューやラジオ番組で「大嫌い」「どうでもいい」と語っていた。しかしアルバムとしてリリースすると、同じ雑誌のインタビューで「アルバムの中の一曲で聞くと、とても好きになった」と語っている。また、YOSHIKIは「DAHLIA」のBPMについて、スラッシュメタルとパンクのノリがギリギリ両立できることから試行錯誤の末に173に決められたと語っている。
いつもはギターパートはほとんどをHIDEに任せていたが、本楽曲ではYOSHIKIがギター向けの譜面を制作した。しかし、「頼む、やっぱり気に入らないからアレンジして」とHIDEにデモテープを渡し、HIDEによって大幅にアレンジされた。
ストリングスの収録は1995年の12月からニューヨークのザ・ヒット・ファクトリーで行われ、YOSHIKIが1994年にキッスのトリビュート・アルバム『トリビュート -KISS MY ASS-』でコラボレーションした縁があるアメリカ交響楽団が演奏した。約60人のオーケストラで2回収録し、途中で2つが重なるため約120人分のストリングスが使われている。
ギターパートは20トラック以上・生ドラム＋打ち込み・パート別にエフェクト演出が異なるボーカル等の他にも、普通に聞いたらまずわからない細部にまで音を詰めている。
タイトルと歌詞についてYOSHIKIは、DAHLIAという名前の架空の少女が異国の地で経験する悲しみや挫折感など様々な感情を、自分の気持ちとオーバー・ラップさせたと語っている。曲中、YOSHIKIが"destiny, alive, heaven, love, innocence, always, destroy, aftermath, hell, life, infinite"とナレーションを入れているが、頭字語でDAHLIA DAHLIとなる。繰り返しの最後に欠けているAに当たるのは、Violet UKの楽曲「Amethyst」であり、YOSHIKIにとってViolet UKが第二のX JAPANである事を意味すると語っている。
この曲は、YOSHIKIがOne on One Recordingで制作した最初の曲である。
1994年12月30日に東京ドームで行われたライブ『青い夜』で初めて演奏された。この12月30日と12月31日『白い夜』に演奏された物は、レギュラー・チューニングである（後にCD化された物は、X JAPAN以降珍しくなった半音下げチューニング）ほか、歌詞が全体的に異なり、更に曲の後半部分は構成自体が異なる。

## 収録曲
1. DAHLIA - 7:59
（作詞・作曲：YOSHIKI　編曲：X JAPAN）
2. TEARS ('93 TOKYO DOME LIVE VERSION) - 8:00
（作詞：白鳥瞳 & YOSHIKI　作曲：YOSHIKI　編曲：X JAPAN）

## パーソネル
| - 共同プロデューサー：         | X JAPAN                                                              |
| - オーケストラ・アレンジ：     | YOSHIKI、ディック・マークス、シェリー・バーグ                        |
| - スコアリング：               | タール・ミラー                                                       |
| - オーケストラ：               | アメリカ交響楽団                                                     |
| - ミキシング・エンジニア：     | 杉山勇司                                                             |
| - アシスタント・エンジニア：   | タール・ミラー、ブラッド・ヘーネル、斉藤敬興、キャピー・ジャプンジー |
| - レコーディング・エンジニア： | リッチ・ブリーン、マイク・ギンク                                     |
| - マスタリング・エンジニア：   | スティーブン・マーカソン（プレシジョン・マスタリング）               |

## 収録アルバム
#1
- 『DAHLIA』（スタジオアルバム、#1）
- 『Singles 〜Atlantic Years〜』（ベストアルバム、#5）
- 『PERFECT BEST』（ベストアルバム、Disc1－#2）
- 『X JAPAN BEST 〜FAN'S SELECTION〜』（ベストアルバム、Disc2－#1）
- 『THE WORLD 〜X JAPAN 初の全世界ベスト〜』（ベストアルバム、Disc1－#8）
- 『WE ARE X オリジナル・サウンドトラック』（サウンドトラック、Disc1－#5）

#2
- 『LIVE LIVE LIVE TOKYO DOME 1993-1996』（ライブアルバム、Disc2－#9）
- 『Singles 〜Atlantic Years〜』（ベストアルバム、#6）